# Walery Wysocki

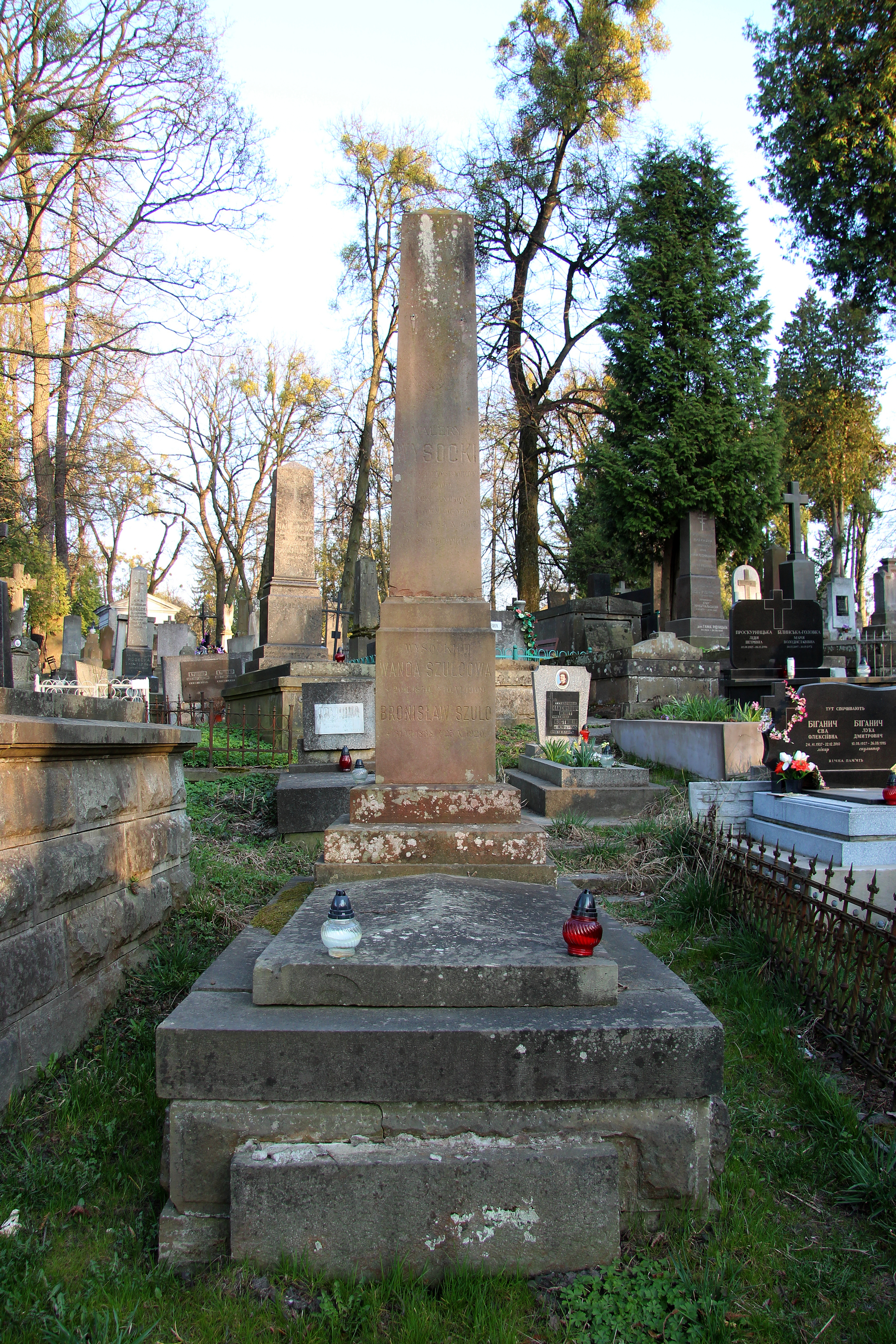
Grób Walerego Wysockiego na Cmentarzu Łyczakowskim we Lwowie

Walery Wysocki (ur. 4 czerwca 1835 w Radomsku, zm. 12 października 1907 we Lwowie) – polski śpiewak (bas), profesor śpiewu, założyciel lwowskiej szkoły wokalnej, nauczyciel wokalistów operowych.

## Życiorys
Jego debiut sceniczny odbył się w  1861 w zespole operowym w Odessie. W 1862 wyjechał do Włoch, gdzie kształcił się w szkole profesora Francesca  Lampertiego. Karierę śpiewaczą rozpoczął jako solista mediolańskiej La Scali. Koncertował w Hiszpanii, Niemczech i na ziemiach polskich. Po wycofaniu się ze sceny, w 1868 osiadł we Lwowie. Tu prowadził własną szkołę śpiewu, następnie pracował w Konserwatorium Galicyjskiego Towarzystwa Muzycznego. 
Jako pedagog znany był od roku 1868. Prowadził klasę śpiewu solowego ponad trzydzieści lat (1875–1907), początkowo dla mężczyzn, a następnie także dla kobiet. W doborowym zespole ówczesnej opery lwowskiej zadebiutowało kilkunastu jego wychowanków. W 1907 zrezygnował z pracy w konserwatorium Galicyjskiego Towarzystwa Muzycznego i prowadził prywatne lekcje. 
Uczył według własnej metody, która według słów jego ucznia Józefa Reissa polegała przede wszystkim na wyrazistej i wzorowej wymowie, czyli dykcji, a osadzenie i emisję głosu opierała na umiejętnym stosowaniu oddechu. Głos należy stawiać czysto, tzn. bez tak zwanego "podjeżdżania" do niego, oraz należy utrzymać pełny ton w nieskazitelnej czystości na jednej linii. Z pięknego i szlachetnego dźwięku słowa wchodzi się w dźwięk śpiewu. Obydwa dźwięki spotykają się na wspólnym miejscu, na tzw. masce. Swoje uwagi i zalecenia dla śpiewaków wyłożył w 10 przykazaniach, które zostały wydrukowane w Wiadomościach artystycznych 20 lipca 1900 roku (nr 13 i 14). 
Lista nazwisk wychowanków profesora Walerego Wysockiego jest bardzo obszerna – z jego szkoły wyszło ponad 200 osób. Lista uczniów ciągle pozostaje niepełna. Wśród nich są przedstawiciele różnych narodowości: Polacy, Niemcy, Żydzi i Ukraińcy: Janina Korolewicz-Waydowa, Irena Bohuss-Hellerowa, Aleksander Myszuga, Salomea Kruszelnicka, Maria Gembarzewska-Zawojska, Gabriel Górski, Adam Didur, Helena Zboińska-Ruszkowska, Czesław Zaremba, Adam Okoński, Mikołaj Lewicki, Józef Mann, Eugenia Strassern, Maria Mokrzycka, Zygmunt Mossoczy, baryton Szymański, Jewhen Huszałewycz, Maria Bartsch, Józefa Bieczyńska, Ernestyna Gotzlik, Joanna Heinrich, Olga Horodyńska, Kazimiera Horodyńska, Władysław Jamiński, Anna Krasucka, Anna Krzysztofowicz, Maria Matzek, Bolesław Papée, Karolina Rauch, Maria Sidorowicz, Helena Sipiera, Antoni Watzek, Maria Artel, Jan Borkowski, Jakiw Fedyczkowski, Albin Hammer, Grzegorz Mielnicki, Zofia Wiczerek, Helena Vogelfänger, Adam Kral, Róża Cudek, Hilary Nadak, Róża Landes, Regina Sass, Natalia Schweinitz, Kazimiera Stojałowska, Józef Szulisławski, Bronisława Walichiewicz, Julian Cudzewicz, Maria Grabowska, Elza Grünfeld, Stefania Jabłonowska, Adela Kerner, Wanda Hendrichówna, Henryk Mikolasch, Jadwiga Dębicka, Leontyna Eile, Marcelina Eile, Anna Fedak, Władysława Friedrich, Michalina Gęsiorowska, Zofia Gralewska, Emanuela Heller, Wanda Hendrich, Helena Gawłowska, Zofia Grzymalska, Romana Kawecka, Icek Kornicki, Łucja Łysiakówna, Józef Martynowicz, Zofia Nowakowska, Jadwiga Otocka i in. Kilkunastu jego wychowanków cieszyło się sławą europejską i światową.
Był również znany jako publicysta i recenzent. Pisał do Tygodnia Literackiego, Artystycznego, Naukowego i Społecznego, Iris, Przeglądu Muzycznego.
Miał wiele zasług przy gromadzeniu funduszy w czasie budowy siedziby lwowskiego konserwatorium (obecnie Filharmonia). Organizował koncerty, dochód z imprez przeznaczano na budowę konserwatorium.
Pochowany na Cmentarzu Łyczakowskim we Lwowie.  
Był to najświetniejszy profesor, który wyprowadził w świat taką ilość gwiazd śpiewaczych, jakie nie wydała żadna inna szkoła – pisała po wielu latach Janina Korolewicz-Waydowa, uczennica Wysockiego.